# Vellassa maunieri
Vellassa maunieri is een insect uit de familie van de mierenleeuwen (Myrmeleontidae), die tot de orde netvleugeligen (Neuroptera) behoort. 
Vellassa maunieri is voor het eerst wetenschappelijk beschreven door Navás in 1924.